# Waffensegnung
Als Waffensegnung wird eine in der lateinischen Kirche des Westens seit dem 10. Jahrhundert belegte Praxis bezeichnet, Waffen vor der Übergabe an einen Kandidaten für den Ritterstand durch einen Priester oder Bischof segnen zu lassen.

## Geschichte

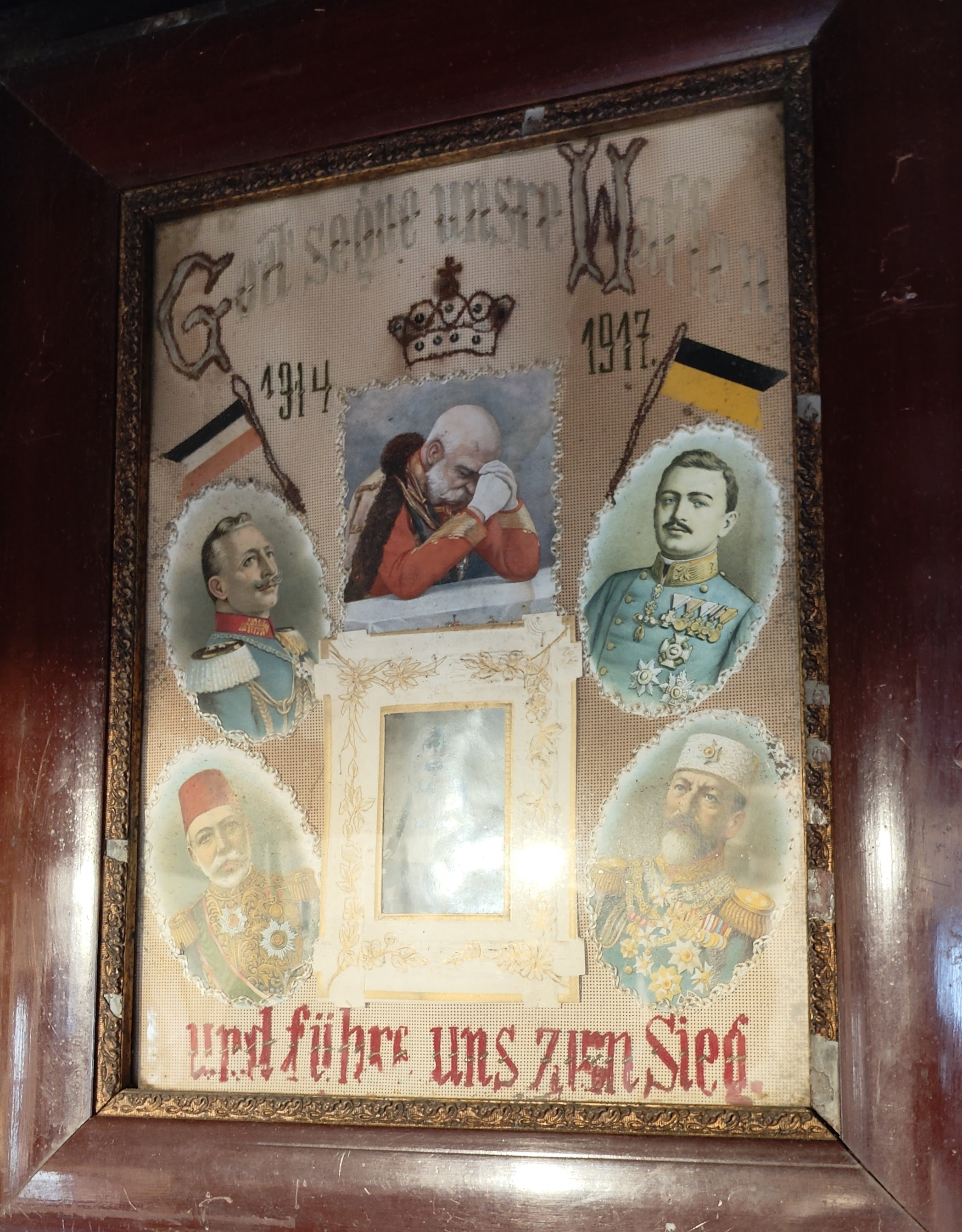
„Gott segne unsere Waffen und führe uns zum Sieg“, Wandbild aus der Zeit des Ersten Weltkriegs, Freilichtmuseum Vorau, 2023

Im Mittelalter wurde von der katholischen Kirche eine als benedictio armorum bezeichnete Waffensegnung im Rahmen der Schwertleite praktiziert. Nach den Texten, die zu diesen Segnungen verlesen wurden, sollten die Waffen die Gerechtigkeit schützen. Als benedictio vexilli bellici wurde auch eine Segnung der Kriegsflagge vorgenommen. Die mittelalterliche Schwertleite fand nach der Evangelienlesung innerhalb einer Heiligen Messe statt. Nach der Segnung des Schwertes und anderer Ausrüstungsgegenstände wurden diese dem jungen Ritter angelegt. Der Ritter zog darauf das Schwert, schwang es dreimal in der Luft und steckte es wieder in die Scheide. Danach küsste ihn der Bischof (oder Priester) und gab ihm den Ritterschlag. Man legte dem Ritter die Sporen an und der Bischof (oder Priester) überreichte ihm eine Kriegsfahne. Auch von den orthodoxen Kirchen sind derartige Segnungen aus dieser Zeit bekannt.
Rituale für die Segnungen von Schwertern fanden sich in den liturgischen Büchern der lateinischen Kirche seit dem 10. Jh. In den ältesten Formularen wurde Gott darum gebeten, den Ritter zu beschützen und das Schwert zu segnen, „insofern“ damit „Kirchen, Witwen, Waisen und alle, die Gott dienen“ gegen die Heiden verteidigt würden. Aus den mittelalterlichen Ritualsammlungen wurde die Segnung des Schwerts (mit der Segnung anderer Ausrüstungsgegenstände des Ritters) in der Liturgiereform nach dem tridentinischen Konzil 1596 in das Pontifikale Romanum übernommen. Ein der Ritualsequenz der Schwertleite ähnliches Formular findet sich auch zur „Segnung eines neuen Soldaten“ nach den Ritualen der Weihe von König und Königin im Pontifikale Romanum. Gegenüber ursprünglich kürzeren Fassungen, enthält das Pontifikale Romanum eine die eigentliche Segensformel ergänzende Übergabeformel (Rubriken kursiv):
Über die Segnung eines Schwertes. Wenn der Bischof ein Schwert segnen will, sagt er zu jenem, dem es übergeben werden soll, während (jener) vor ihm kniet, er (der Bischof) aber ohne Mitra steht und während einer der Assistenz es (das Schwert) vor ihm hält: V (= Vorsteher, Bischof): Unsere Hilfe ist im Namen des Herrn. R (= Antwort): Der Himmel und Erde erschaffen hat. V: Der Herr sei mit euch. R: Und mit deinem Geiste. V: Lasset uns beten. Wir bitten dich, Herr, du mögest geruhen, dieses Schwert zu segnen und diesen, deinen Diener, der es mit deiner Erlaubnis erhalten will; du mögest ihn durch Wachsamkeit deiner Frömmigkeit schützen und ihn unverletzt bewahren. Durch Christus, unseren Herrn etc. R: Amen. Daraufhin besprengt er das Schwert mit Weihwasser. Dann setzt er sich, nimmt die Mitra, übergibt es jenem, dem es übergeben werden soll, und spricht, während derselbe weiterhin vor ihm kniend bleibt: Empfange dieses Schwert im Namen des Vaters und des Sohnes und des Heiligen Geistes, und benütze es zu deiner Verteidigung, und (zur Verteidigung) der heiligen Kirche Gottes, und zur Verwirrung der Feinde des Kreuzes Christi und des christlichen Glaubens. Und soweit es die menschliche Schwäche gestattet, mögest du damit niemanden in ungerechter Weise verletzen, was er selbst dir zu gewähren geruhen möge; er, der mit dem Vater und dem Heiligen Geist lebt und herrscht, Gott von Ewigkeit zu Ewigkeit. R: Amen.
In dieser Form der Segnung des Schwertes wird Gott um den Schutz des Ritters gebeten und die Zweckbestimmung des Schwertes selbst wird in eine Mahnrede an seinen Träger umgestaltet. Die Mahnrede setzt der zukünftigen Verwendung des Schwerts sehr enge Grenzen.
Das Pontifikale Romanum wurde bis vor das Zweite Vatikanische Konzil im 20. Jh. zusammen mit der Segnung des Schwerts (und anderer Ausrüstungsgegenstände) nachgedruckt. Schließlich sollten am Bestand des Buches keine substantiellen Änderungen vorgenommen werden, auch wenn man sich der Rituale der Ritterpromotion im engeren Sinn tatsächlich nicht mehr bediente.
Im Jahre 1614 gab die katholische Kirche mit dem Rituale Romanum ein einheitliches liturgisches Buch vor. Dieses Rituale enthält keinen Waffensegen. Das Benediktionale für die deutschsprachigen katholischen Bistümer von 1978 beinhaltet ebenfalls keinen solchen Segen. Das bloße Fehlen des Rituals im Rituale Romanum lässt den Schluss nicht zu, dass das Ritual nicht mehr durchgeführt wurde. Es wurde weiterhin – allerdings in einem anderen liturgischen Buch (dem Pontifikale) – überliefert. Segnungen von Waffen und Munition sind für den Dreißigjährigen Krieg und für eine (katholische) Baseler Agende von 1739 belegt, die gestattete, „die Texte der bischöflichen Segnung von Schwert und Fahne für die Segnung von Gewehren und Kanonen zu verwenden, während für die Segnung von Schließpulver, Kugeln usw. eigene Gebetstexte vorgesehen waren.“
Mit den Reformen nach dem Zweiten Vatikanischen Konzil gehört der Waffensegen in der katholischen Kirche endgültig der Vergangenheit an. In den neuen Ausgaben des Pontifikale sind derartige Segensformeln nicht mehr enthalten. Auch der ehemalige deutsche Militärbischof Walter Mixa stellte im Jahr 2001 fest, „eine solche Segnung sei heute unzulässig und schon in beiden Weltkriegen katholischerseits nicht vorgenommen worden“. Dagegen erklärte Clemens Zerfaß, Fuldaer Diözesanvertreter von Pax Christi, es seien Segnungen von Panzern („von allen Konfliktparteien praktiziert“) in den Weltkriegen vorgenommen worden. Dies sei eine Instrumentalisierung der Kirche durch die Politik gewesen, die dazu beigetragen habe, dass sich viele Menschen von der Kirche abgewendet hätten. Die „Aufarbeitung der Verstrickungen der Kirche in die Kriege“ stecke noch in den Anfängen.